# Liste der Flughäfen in Tadschikistan
Die folgende Liste der Flughäfen in Tadschikistan führt die Flughäfen in dem zentralasiatischen Staat Tadschikistan auf. Tadschikistan ist ein Binnenstaat ohne Zugang zum Meer, weswegen der Luftverkehr für den internationalen Warenaustausch von besonderer Bedeutung ist.
| Name des Flughafens      | Name (tadschikisch/englisch)                                   | ICAO | IATA |  |
| ------------------------ | -------------------------------------------------------------- | ---- | ---- |  |
|                          |                                                                |      |      |  |
| Internationale Flughäfen |                                                                |      |      |  |
| Flughafen Duschanbe      | Фурудгоҳи Байналмилалии Душанбе Dushanbe International Airport | UTDD | DYU  |  |
| Flughafen Chudschand     | Фурудгоҳи Байналмилалии Хуҷанд Khujand International Airport   | UTDL | LBD  |  |
| Flughafen Bochtar        | Фурудгоҳи байналмилалии «Бохтар» Bokhtar International Airport | UTDT | KQT  |  |
| Flughafen Kulob          | Фурудгоҳи байналмилалии «Кӯлоб» Kulob International Airport    | UTDK | TJU  |  |
| Inlands-Flughäfen        |                                                                |      |      |  |
| Flughafen Isfara         | Фурудгоҳи «Исфара»                                             | –    | –    |  |
| Flughafen Chorugh        | Фурудгоҳи Хоруғ                                                | UTOD | –    |  |
| Flughafen Aini           | Фурудгоҳи «Айнӣ»                                               | –    | –    |  |
| Flughafen Gharm          | Фурудгоҳи «Ғарм»                                               | –    | –    |  |
| Flughafen Murghob        | Фурудгоҳи «Мурғоб»                                             | –    | –    |  |
| Flughafen Pandschakent   | Фурудгоҳи «Панҷакент»                                          | –    | –    |  |